# Яшезеро
Я́шезеро (вепс. D’äšarv, карел. Jäšjärvi) — деревня в Прионежском районе Республики Карелия, входит в Шокшинское вепсское сельское поселение.

## Общие сведения
Расположена на северо-восточном берегу озера Яшозеро на реке Ветлюс.
В состав Карельской АССР передана 26 марта 1939 года из состава Ленинградской области. До этого — в составе Шелтозерско-Бережной волости Петрозаводского уезда Олонецкой губернии.
В 2006 году скончался последний житель села — Анатолий Петровиа Анисимов. После его смерти жена переехала в Ладву, и деревенская жизнь в Яшезере окончательно замерла.
28 сентября 2016 в Яшезере начато строительство храма-часовни во имя святого великомученика Димитрия Солунского. На прилегающей к храму территории находится туристская база.

## Население
| 1873 | 1905 |
| ---- | ---- |
| 35   | 51   |

| 2002 | 2009 | 2010 | 2013 |
| ---- | ---- | ---- | ---- |
| 4    | ↘1   | →1   | ↘0   |